# José Manuel Ruiz Rivero
José Manuel Ruiz Rivero (Màlaga, 20 de febrer de 1970) és un economista i polític mallorquí d'origen andalús, senador en la VI i VII legislatures.

## Biografia
Diplomat en Ciències Empresarials per la Universitat de les Illes Balears, és advocat de l'Estat. Va ser membre del comitè executiu del Partit Demòcrata Popular. Membre de l'Institut d'Estudis Fiscals, ha publicat diversos treballs en revistes especialitzades en Dret Tributari. Ha estat Assessor de Relacions Interinstitucionals del Govern Balear i responsable de Relacions Institucionals de l'empresa "Fires i Congressos Balears".
Va ser senador pel Partit Popular de Mallorca a les eleccions generals espanyoles de 1996 (entrà el 2 de juliol de 1999 per la renúncia del titular Jaume Font) i 2000, on fou president de la Comissió de Treball i Afers Socials.
Regidor de l'ajuntament de Calvià des de 1999 i tinent d'alcalde delegat de Serveis Generals de Calvià de 2003 a 2007 (fou regidor delegat de Zona de El Toro i Nova Santa Ponça) i amb les atribucions corresponents al món rural i canera municipal (31 juliol 2003 fins 8 gener 2004). Al març de 2005 es renombrà l'àrea quedant com a segon tinent de batle delegat de Serveis Generals i Participació Ciutadana i mig any després com a segon tinent de batle delegat de Serveis Generals, Participació Ciutadana i Vies i Obres. Però fou per molt poc temps, només un mes, ja que al novembre de 2005 tornà a quedar com a segon tinent de batle delegat de Serveis Generals i Participació Ciutadana. Fou gerent de l'Institut de Formació i Ocupació (IFOC) de Calvià des de juliol de 2011.
Al 2015 fou el candidat del PP a la batlia de Calvià.
El març de 2012 fou nomenat director general de l'Ens Públic de Radiotelevisió de les Illes Balears. En juliol de 2013 fou nomenat president de la FORTA.